# 培根勒韋 (阿拉巴馬州)
培根勒韋（英語：Bacon Level）是一個位於美國阿拉巴馬州蘭道夫縣的非建制地區。該地的面積和人口皆未知。

## 地理
培根勒韋的座標為33°07′43″N 85°17′27″W / 33.12861°N 85.29083°W，而該地的平均海拔高度為229米（即751英尺）。